# Nana (artiste)
Dans ce nom coréen, le nom de famille, Im, précède le nom personnel.
Pour les articles homonymes, voir Nana.
Im Jin-ah (coréen : 임진아), plus connue sous le nom de scène Nana (coréen : 나나), née le 14 septembre 1991, est une actrice et chanteuse sud-coréenne. Elle fut anciennement membre du girl group sud-coréen After School et de son sous-groupe Orange Caramel avant de se consacrer à sa carrière d'actrice.

## Biographie

### Jeunesse
Im Jin-ah est née le 14 septembre 1991. Elle est diplômée de la haute école d'Ochang à Cheongju, et a été une participante du 2009 Asia Pacific Super Model Contest. Nana est une maquilleuse agréée et fait partie de la « Makeup Artists Association ».

### Carrière
Nana commence sa carrière de chanteuse en novembre 2009 au sein du groupe After School formé par Pledis Entertainment. En juin 2010, Nana forme avec Raina et Lizzy la première sous-unité d'After School, Orange Caramel.
En 2014, Nana fait ses débuts au cinéma en faisant une apparition dans le film sud-coréen Fashion King.
Fin août 2024, Nana quitte Pledis Entertainment après 15 ans de collaboration.

## Vie personnelle
Elle était étudiante à l'Institut des arts de Séoul avec Fei et Jia, anciennes membres de miss A.

## Discographie

### Titres solos
| Année | Titre                       | Album                             |
| ----- | --------------------------- | --------------------------------- |
| 2012  | Close Your Eyes (눈을 감아) | Shanghai Romance (Orange Caramel) |
| 2012  | Eyeline (透視투시)          | Flashback (After School)          |
| 2013  | Sleeping Forest (眠れる森)  | Orange Caramel (Orange Caramel)   |

### Bande originale
| Année | Titre                                                          | Album             |
| ----- | -------------------------------------------------------------- | ----------------- |
| 2020  | Our Memories in Summer (우리의 여름처럼) (avec Park Sung-hoon) | Into the Ring OST |

## Filmographie

### Films
| Année | Titre                          | Titre original   | Réalisateur    | Rôle         | Note(s)         | Réf.   |
| ----- | ------------------------------ | ---------------- | -------------- | ------------ | --------------- | ------ |
| 2014  | Fashion King                   | 패션왕           | Oh Ki-hwan     | Kim Hae-na   | Caméo           | [ 8 ]  |
| 2015  | Go Lala Go! 2                  | 杜拉拉追婚记     | Andrew Chien   | Sha Dangdang | Rôle secondaire | [ 9 ]  |
| 2017  | The Swindlers                  | 꾼               | Jang Chang-won | Choon-ja     | Rôle principal  | [ 10 ] |
| 2022  | Confession                     | 자백             | Yoon Jong-seok | Kim Se-hee   | Rôle principal  | [ 11 ] |
| 2025  | Omniscient Reader: The Prophet | 전지적 독자 시점 | Kim Byung-woo  | Jung Hee-won | Rôle principal  | [ 12 ] |

### Séries
| Année   | Titre                             | Titre original         | Chaîne      | Rôle          | Note(s)         | Réf.   |
| ------- | --------------------------------- | ---------------------- | ----------- | ------------- | --------------- | ------ |
| 2015    | Love Through a Millennium         | 相爱穿梭千年           | Hunan TV    | Zhao Nana     | Rôle secondaire | [ 13 ] |
| 2016    | The Good Wife                     | 굿 와이프              | tvN         | Kim Dan       | Rôle secondaire | [ 14 ] |
| 2019    | Kill It                           | 킬잇                   | OCN         | Do Hyun-jin   | Rôle principal  | [ 15 ] |
| 2019    | Justice                           | 저스티스               | KBS2        | Seo Yeon-ah   | Rôle principal  | [ 16 ] |
| 2020    | Into the Ring                     | 출사표                 | KBS2        | Koo Se-ra     | Rôle principal  | [ 17 ] |
| 2021    | Oh My Lady Lord                   | 오! 주인님             | MBC TV      | Oh Joo-in     | Rôle principal  | [ 18 ] |
| 2021    | Genesis                           | 복제인간               | Seezn       | Yeo-rin       | Rôle principal  | [ 19 ] |
| 2022    | Love in Contract                  | 월수금화목토           | tvN         | Yu-mi         | Caméo (ép. 1)   | [ 20 ] |
| 2022    | Glitch                            | 글리치                 | Netflix     | Heo Bo-ra     | Rôle principal  | [ 21 ] |
| 2023    | Mask Girl                         | 마스크걸               | Netflix     | Kim Mo-mi     | Rôle principal  | [ 22 ] |
| 2023    | My Man is Cupid                   | 내 남자는 큐피드       | Prime Video | Oh Baek-ryeon | Rôle principal  | [ 23 ] |
| 2024    | The Player 2: Master of Swindlers | 플레이어2: 꾼들의 전쟁 | tvN         | Eun-ha        | Caméo (ép. 5)   | [ 24 ] |
| À venir | Scandals                          | 스캔들                 | Netflix     |               | Rôle principal  | [ 25 ] |

## Récompenses et nominations
| Année | Cérémonie                               | Catégorie                       | Travail nommé | Résultat   | Réf.   |
| ----- | --------------------------------------- | ------------------------------- | ------------- | ---------- | ------ |
| 2014  | 7e Style Icon Awards                    | Tony Moly K-Beauty              | /             | Lauréat    | [ 26 ] |
| 2016  | 5e APAN Star Awards                     | Best New Actress                | The Good Wife | Nomination |        |
| 2016  | 9e Korea Drama Awards                   | Best New Actress                | The Good Wife | Nomination |        |
| 2016  | 1er Asia Artist Awards                  | Best Rookie Award, Actress (TV) | The Good Wife | Lauréat    | [ 27 ] |
| 2017  | 53e Baeksang Arts Awards                | Best New Actress (TV)           | The Good Wife | Nomination |        |
| 2017  | 6e Korea Film Actors Association Awards | Popular Star Award              | The Swindlers | Lauréat    | [ 28 ] |
| 2018  | 54e Baeksang Arts Awards                | Best New Actress (Film)         | The Swindlers | Nomination | [ 29 ] |
| 2018  | 54e Baeksang Arts Awards                | Bazaar Icon Award               | /             | Lauréat    | [ 30 ] |
| 2018  | 13e Asia Model Awards                   | Popular Star                    | /             | Lauréat    | [ 31 ] |
| 2018  | 23e Chunsa Film Art Awards              | Popularity Award                | /             | Lauréat    | [ 32 ] |
| 2018  | 2e The Seoul Awards                     | Best New Actress (Film)         | The Swindlers | Nomination | [ 33 ] |